# El Caletón (La Matanza de Acentejo)
El Caletón es una localidad costera del municipio de La Matanza de Acentejo (Tenerife, Canarias, España).

## Demografía
| 2002 | 2003 | 2004 | 2005 | 2006 | 2007 | 2008 | 2009 |
| ---- | ---- | ---- | ---- | ---- | ---- | ---- | ---- |
| 38   | 53   | 53   | 60   | 67   | 76   | 88   | 85   |